# 陰識
陰 識（いん しょく／いん しき、? - 59年）は、中国の新代から後漢初期にかけての武将・政治家。後漢草創期の功臣の一人である。字は次伯。荊州南陽郡新野県の人。陰皇后（陰麗華）の異母兄で、光武帝の義兄。父は陰陸。異母弟は陰興・陰訢・陰就。子は陰躬。従祖兄弟は陰嵩。管仲の末裔とされる。

## 事跡

### 初期の事跡
| 姓名           | 陰識 |
| 時代           | 新 - 後漢 |
| 生没年         | ? - 59年（永平2年） |
| 字・別号       | 次伯（字） |
| 本貫・出身地等 | 荊州南陽郡新野県 |
| 職官           | 校尉〔舂陵軍〕→偏将軍〔更始〕 →行大将軍事〔更始〕 →騎都尉〔後漢〕→関都尉〔後漢〕 →侍中〔後漢〕→守執金吾〔後漢〕 →執金吾・特進〔後漢〕 |
| 爵位・号等     | 陰徳侯〔更始〕→陰郷侯〔後漢〕 →原鹿侯〔後漢〕→原鹿貞侯〔没後〕                                                                        |
| 陣営・所属等   | 劉縯→更始帝→光武帝 |
| 家族・一族     | 父：陰陸 異母弟：陰興 陰訢 陰就 異母妹：陰麗華 義弟：光武帝 子：陰躬 一族：陰嵩〔従祖兄弟〕                                           |

地皇3年（22年）、劉縯が舂陵で挙兵した。当時長安に遊学していた陰識は、これを聞いて学業を捨てて故郷に帰る。そして子弟・宗族・賓客1千人余りを率いて劉縯の下に参じ、校尉に任命された。
更始元年（23年）、劉玄が更始帝として即位すると、陰識は偏将軍に任命された。陰識は劉縯に従って宛を攻略し、また、新野・育陽・杜衍・冠軍・湖陽の南陽郡5県を接収している。更始2年（24年）、陰識は更始帝から陰徳侯に封じられ、行大将軍事となった。
その後、南陽は樊崇率いる赤眉軍に荒されることになる。陰識は新野から陰麗華ら一族を率い、育陽で挙兵した鄧奉の下に客将として身を寄せた。

### 漢での事跡
建武元年（25年）、劉秀が皇帝（死後の諡号光武帝）に即位した。陰麗華が育陽から洛陽に迎え入れられると、陰識もあわせて招聘される。そして騎都尉に任命され、陰郷侯に封じられた。
建武2年（26年）春、陰識は大司馬呉漢に属して、檀郷討伐に従軍し、次に執金吾賈復に属し、郾王尹尊を攻めてこれを降した。同年、軍功により封土を加増されたが、「天下は定まり始めたところであり、将帥で功有る者は大勢います。私は陛下の親族でありますから、さらに加増いただきましては、天下に示しがつきません」と陰識は叩頭して辞退した。光武帝はこれを賞賛している。まもなく陰識は関都尉に任命され、函谷関を守備した。さらに侍中に転任したが、母の死に伴い帰郷している。
建武15年（39年）、原鹿侯に転封された。劉荘（後の明帝）が皇太子として立てられると、陰識は守執金吾（執金吾代理の意）となり、皇太子の輔導を任されている。光武帝が諸国を巡回する際には、陰識が常に洛陽の留守を任され、禁軍の兵を委ねられた。明帝が即位すると、陰識は正式に執金吾に就任し、位は特進となった。
永平2年（59年）、死去。本官の印綬とあわせて貞侯の諡号が贈られた。

### 人物像
陰識は、朝廷では言葉を尽くして正論を唱えた。しかし、朝廷から離れて賓客と話すときには、国事を一切話題にしなかった。光武帝も陰識を敬重し、他の皇族・親族に陰識を見習うよう諭し、また左右を激励した。陰識が任用する吏員は優れた人材で、彼らの多くは後に公卿や校尉になったという。